# Silenciador squelch

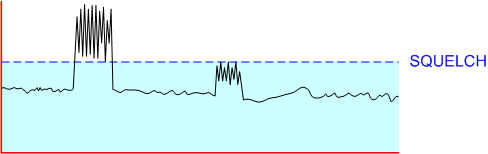
Si la señal recibida excede el valor de silenciamiento, la señal se conmuta

Un silenciador squelch ( abreviado SQL) se utiliza en dispositivos receptores de comunicaciones para bloquear el ruido de fondo, especialmente el ruido durante las pausas en la transmisión (proceso de supresión de ruido).
Diseñado para suprimir señales débiles, el silenciador squelch es un tipo especializado de puerta de ruido, y se utiliza en radios bidireccionales y escáneres de radio VHF/UHF para eliminar el sonido cuando la radio no recibe el nivel de señal suficiente.

## Evaluación de la intensidad de la señal.
En la modulación de amplitud, un comparador compara la tensión de salida del demodulador de envolvente con un valor preseleccionado y solo emite la señal LF cuando se excede. Si falta la señal o es demasiado débil, no hay salida. El circuito de comparación debe tener histéresis para que el silenciador squelch no «vibre». Con la modulación de banda lateral única (SSB) no hay señal portadora, por lo que un silenciador squelch construido de esta manera no funciona.

## Evaluación del componente de ruido.
Este método no se puede utilizar para la modulación de frecuencia porque la ganancia del amplificador de frecuencia intermedia es tan alta que la amplitud está limitada incluso sin una señal de entrada y no puede aumentar cuando se recibe una señal. En lugar de ello, se aprovecha una peculiaridad de todo demodulador de FM: si la intensidad del campo recibido cae por debajo del umbral de FM, el demodulador genera un ruido de alta frecuencia muy intenso. Tan pronto como se supera una intensidad de señal crítica, este ruido se vuelve mucho más silencioso o desaparece por completo. Tan pronto como el transmisor está modulado en frecuencia, el demodulador entrega bajas frecuencias con frecuencias significativamente más bajas.
Por lo tanto, el silenciador squelch consiste en un filtro paso alto con una frecuencia de corte superior a aproximadamente 20 kHz y un amplificador con un rectificador posterior. Esto proporciona unos pocos voltios cuando hay ruido y significativamente menos cuando se modula con voz o música. Un disparador Schmitt posterior genera la señal de conmutación.

## Usos
En algunos diseños, el umbral de silenciación está preestablecido. Por ejemplo, los parámetros de silenciador squelch de televisión suelen estar preestablecidos. Los receptores de las estaciones base, o los repetidores en lugares remotos de las montañas, normalmente no se pueden ajustar de forma remota desde el punto de control.
Los micrófonos inalámbricos profesionales utilizan el silenciador squelch para evitar la reproducción del ruido cuando el receptor no recibe suficiente señal del micrófono. La mayoría de los modelos profesionales tienen un silenciador squelch ajustable, normalmente configurado con un ajuste de destornillador o control del panel frontal en el receptor.